# Kelantan Football Club
Maillots
Le Kelantan Football Club est un club malaisien de football fondé en 1946 et basé dans la ville de Kota Bharu.

## Palmarès
- Championnat de Malaisie :
  - Champion : 2011 et 2012
  - Vice-champion : 2010

- Coupe de Malaisie :
  - Vainqueur : 2010, 2012
  - Finaliste : 1955, 1970 et 2009

- Supercoupe de Malaisie :
  - Vainqueur : 2011
  - Finaliste : 2012

- Coupe de la Fédération de Malaisie :
  - Vainqueur : 2012, 2013
  - Finaliste : 2009, 2011, 2015